# Grünliche Waldhyazinthe
Die Grünliche Waldhyazinthe (Platanthera chlorantha), auch Grünlich-Waldhyazinthe, Berg-Waldhyazinthe oder Grünliches Breitkölbchen genannt, ist eine Pflanzenart aus der Gattung der Waldhyazinthen (Platanthera) innerhalb der Familie der Orchideen (Orchidaceae). Sie kommt in Europa sowie in Nord- und Ostasien vor. Das Artepitheton chlorantha leitet sich in der Bedeutung grün, ergrünend aus dem Griechischen ab und bezieht sich auf die grünliche Färbung der Blüten. Die volkstümliche Bezeichnung Berg-Kuckucksblume nimmt auf die gehäuften Vorkommen in montanen Höhenlagen Bezug.
Um die Öffentlichkeit auf seine Schutzwürdigkeit hinzuweisen, wurde die Grünliche Waldhyazinthe von den Arbeitskreisen Heimische Orchideen (AHO) für das Jahr 2025 zur Orchidee des Jahres gewählt.

## Beschreibung

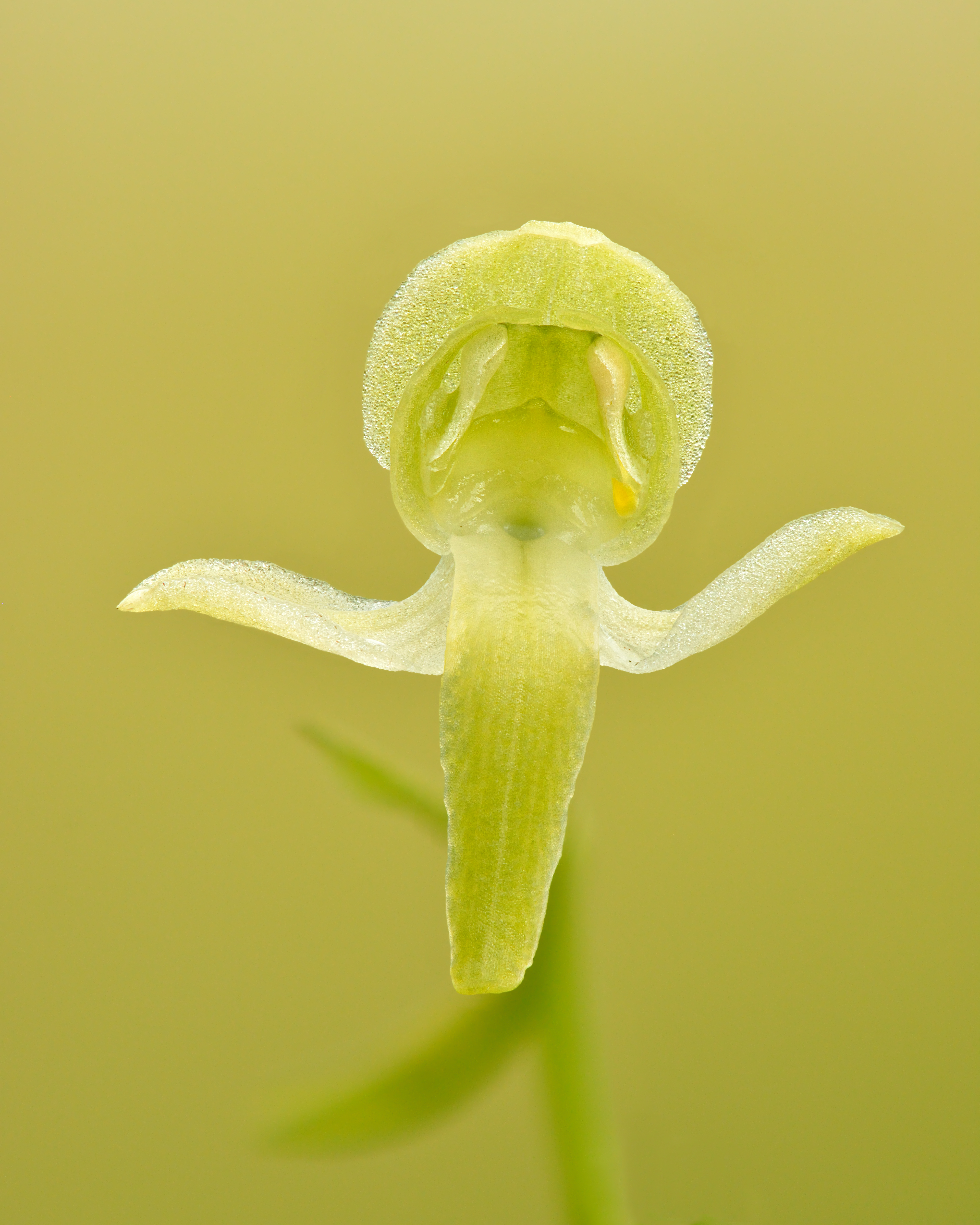
Blüte

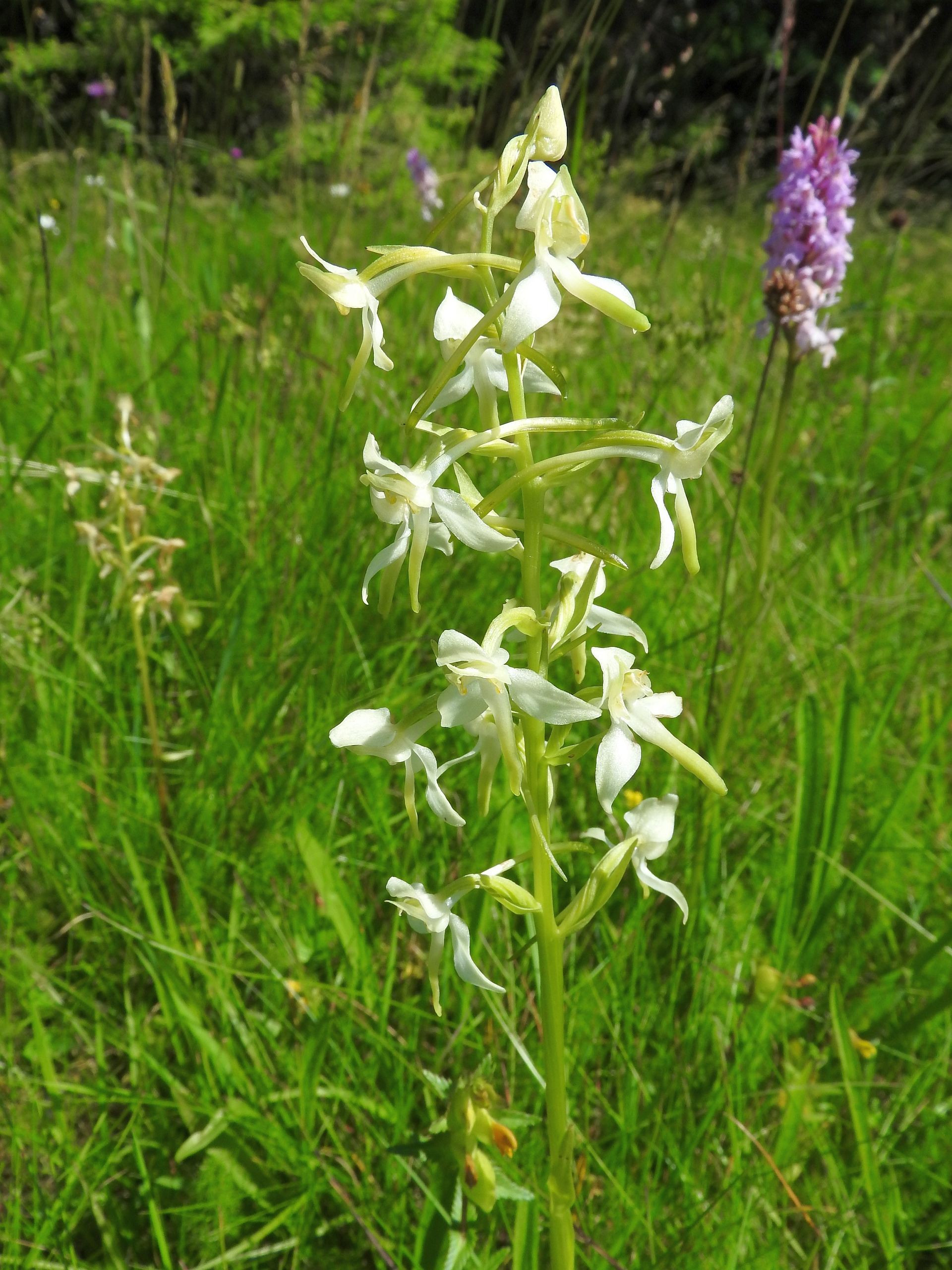
Grünliche Waldhyazinthe (Platanthera chlorantha)

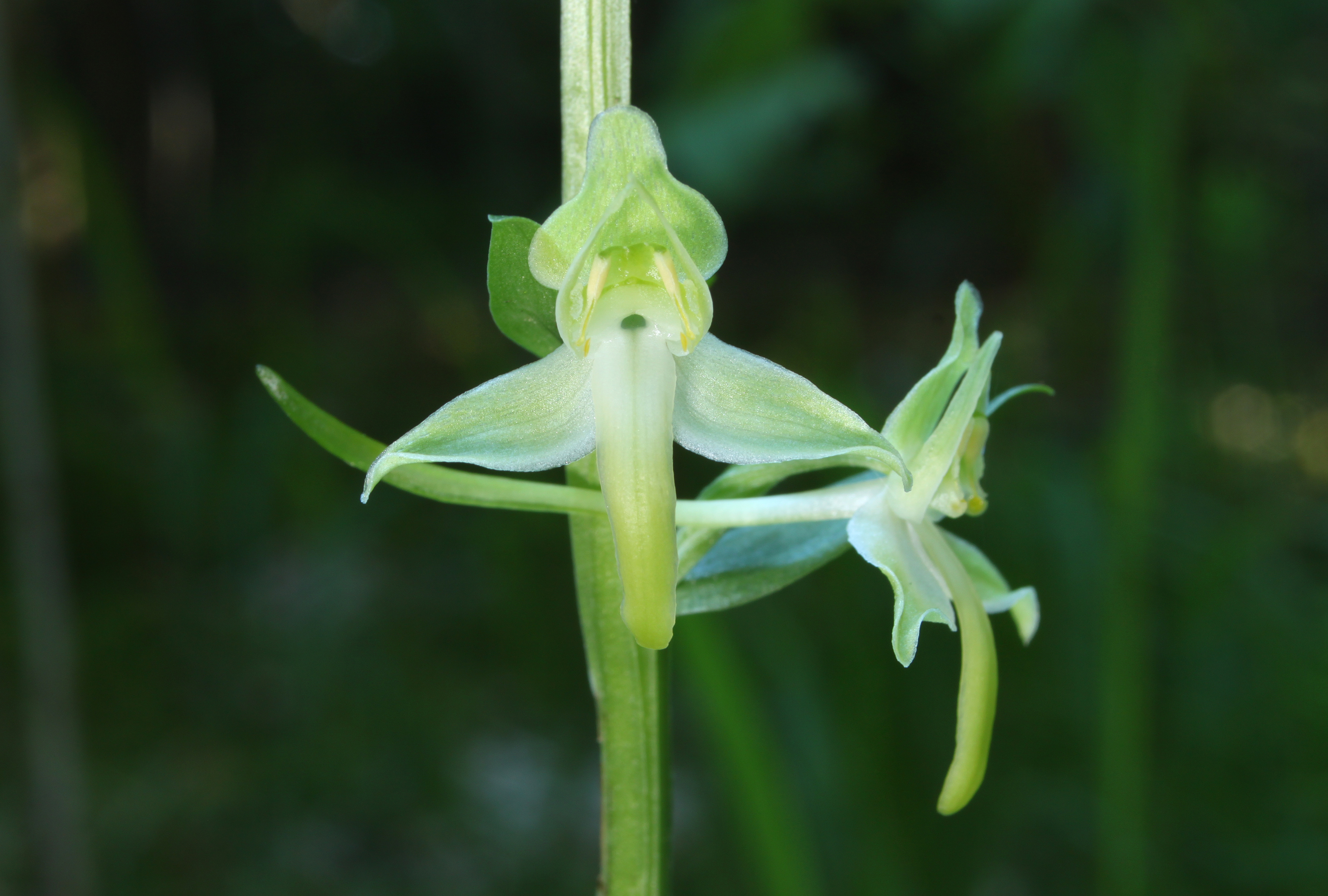
Grünliche Waldhyazinthe (Platanthera chlorantha)

Die Grünliche Waldhyazinthe wächst als sommergrüne, ausdauernde krautige Pflanze, die Wuchshöhen von 30 bis 60 Zentimeter erreichen kann. Die zwei rübenförmigen, ei- bis spindelförmig geformten Knollen, deren Enden zu wurzelartigen Fortsätzen verlängert sind, haben eine Länge von 2 bis 4 Zentimeter und einer Dicke von 0,8 bis 1,5 Zentimeter. Die aufrechten Stängel haben an der Basis eine röhrenförmige Blattscheide. Die zwei bis fünf Blätter zweigen fast gegenständig von der Stängelbasis ab und sind elliptisch-spatelförmig bis verkehrt-lanzettlich mit einer Länge von 10 bis 20 Zentimeter und einer Breite von 3 bis 8 Zentimeter. Sie sind an der Basis schmal und ihre Spitze ist stumpf oder spitz zulaufend.
Die Blütezeit, etwa zwei Wochen früher als Platanthera bifolia, erstreckt sich in Mitteleuropa von Mai bis August, in China von Juni bis Juli/August. Die Samen reifen von Juli bis September. Die  Blütenstände, pyramidale Ähren, weisen ein bis vier Tragblätter auf und sie werden zwischen 7 und 23 Zentimeter lang. Sie bestehen aus 9 bis 32 weißen bis grünlich-weißen, duftenden Einzelblüten. Die Tragblätter der Blüten sind lanzettlich mit einer Länge von 10 bis 22 Millimeter und haben eine zugespitzte Spitze. Der Blütenstiel sowie der Fruchtknoten sind gebogen und erreichen eine Länge von 12 bis 18 Millimeter, wobei sie zylindrisch geformt sind. Die unteren, fünfnervigen Kelchblätter sind kugelig-herzförmig bis bootförmig geformt mit einer Länge von 5 bis 7 Millimeter und einer Breite von 5 bis 6 Millimeter und bilden mit den Kronblättern eine Art Haube. Die seitlichen, schräg abgehenden, drei- bis fünfnervigen Kelchblätter sind eiförmig mit einer Länge von 7,5 bis 8 Millimeter und einer Breite von 4 bis 4,5 Millimeter. Die ein- bis dreinervigen Kronblätter gehen schräg ab und sind annähernd lanzett-eiförmig mit einer Länge von 5 bis 6 Millimeter und einer Breite von 2,5 bis 3 Millimeter. Die abstehende bis hängende, zungenförmige Blütenlippe verjüngt sich zur Spitze hin und wird 8 bis 13 Millimeter lang und rund 2 Millimeter breit. Der 16 bis 36 Millimeter lange, keulig-zylindrische Sporn ist hängend oder steht gerade ab, manchmal ist er auch aufwärts gebogen und verdickt sich zur grünlichen Spitze hin. Er überragt den Fruchtknoten. Die Griffelsäule ist kräftig und die Staubblätter sind auffallend. Die elliptischen  Pollinien stehen deutlich weiter auseinander als es bei der Zweiblättrigen Waldhyazinthe der Fall ist und spreizen sich nach unten auseinander. Sie sind meist leicht gekrümmt und lassen den engen Sporneingang frei.
Die Chromosomenzahl beträgt 2n = 42.

## Ökologie
Hauptbestäuber des Orchideengewächses sind Nachtfalter, denen sich die Pollinien auf die Augen setzen. Angelockt werden sie von einem wachsähnlichen Duft, den die Blüten in der Dämmerung verstärkt bilden. Über ihren langen und dünnen Rüssel können die Falter, im Gegensatz zu anderen Insekten, den am Spornende befindlichen Nektar erreichen.

## Verbreitung und Standort
Das Verbreitungsgebiet der Grünlichen Waldhyazinthe umfasst Europa, Russland, China, die Koreanische Halbinsel sowie Japan. In China findet man sie in den Provinzen Gansu, Hebei, Heilongjiang, Henan, Jilin, Liaoning, in der Inneren Mongolei, Qinghai, Shaanxi, Shandong, Shanxi, Sichuan, Tibet und Yunnan. Nach R. Govaerts kommt die Art nur von Europa bis zum nördlichen Iran und zum nördlichen Israel vor.
In Europa kommt sie in fast allen Ländern vor und fehlt nur in Island, Portugal und Moldau. Die Grünliche Waldhyazinthe gedeiht in Europa, bevorzugt auf kalkhaltigem Boden, in lichten Laub- und Nadelwäldern, oft in Gebüschzonen und an Waldrändern, sowie auf Mager- und Feuchtwiesen. An Standorten im Waldinneren bleibt sie meist steril.
Die ökologischen Zeigerwerte nach Landolt et al. 2010 sind in der Schweiz: Feuchtezahl F = 3+w+ (feucht aber stark wechselnd), Lichtzahl L = 3 (halbschattig), Reaktionszahl R = 3 (schwach sauer bis neutral), Temperaturzahl T = 3+ (unter-montan und ober-kollin), Nährstoffzahl N = 2 (nährstoffarm), Kontinentalitätszahl K = 2 (subozeanisch).

### Vertikale Verbreitung
In den Allgäuer Alpen steigt die Grünliche Waldhyazinthe zwischen Siplinger Nadel und Siplinger Kopf in Bayern bis zu 1610 m Meereshöhe auf. Nach Baumann und Künkele hat die Art in den Alpenländern folgende Höhengrenzen: Deutschland 3–1690 Meter, Frankreich 3–1900 Meter, Schweiz 200–2300 Meter, Liechtenstein 430–1500 Meter, Österreich 400–1370 Meter, Italien 10–2050 Meter, Slowenien 50–1490 Meter. In Europa steigt die Art im russischen Kaukasus bis 2500 Metern auf, in Tibet bis 3500 Meter Meereshöhe.
In China werden Höhenlagen von 400 bis 3300 Metern besiedelt. Sie wächst dort, hauptsächlich in Hanglagen, auf Wiesen und in Wäldern.

### Pflanzensoziologie
In Mitteleuropa kommt die Grünliche Waldhyazinthe in Gesellschaften der Verbände gedüngte Feuchtwiesen, Nasswiesen (Calthion), Pfeifengras-Streuwiesen (Molinion coeruleae), Braunseggen-Gesellschaften (Caricion fuscae), Geißklee-Föhrenwald (Cytiso-Pinion), Trespen-Halbtrockenrasen (Mesobromion) und des Unterverbands Tannen-Mischwälder, Weißtannenwälder (Galio-Abietenion) vor.

## Taxonomie und Systematik
Die Erstbeschreibung als Orchis chlorantha erfolgte 1827 durch Jakob Laurenz Custer in Neue Alpina; eine Schrift der Schweizerischen Naturgeschichte, Alpen- und Landwirthschaft gewiedmet, Band 2, S. 400. Im Jahr 1829 überführte Heinrich Gottlieb Ludwig Reichenbach die Art in Joh. Christ. Mössler's Handbuch der Gewächskunde: enthaltend eine Flora von Deutschland, mit Hinzufügung der wichtigsten ausländischen Cultur-Pflanzen, ed. 2, Band 2, S. 1565 als Platanthera chlorantha (Custer) Rchb. in die Gattung Platanthera. Weitere Synonyme für Platanthera chlorantha (Custer) Rchb. sind Gymnadenia chlorantha (Custer) Ambrosi, Platanthera bifolia subsp. chlorantha (Custer) Rouy, Platanthera montana (F.W.Schmidt) Rchb.f. und Habenaria chlorantha (Custer) Bab.
Die Art bildet folgende Hybride:

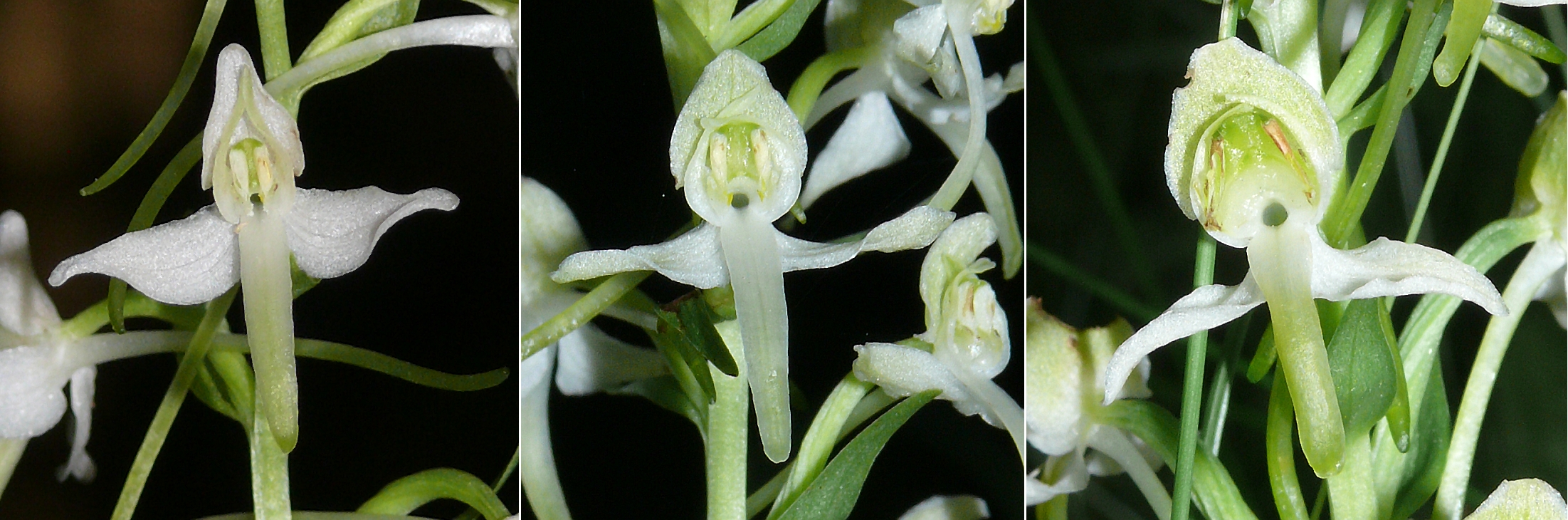
Blüten von Platanthera bifolia (links), Platanthera x hybrida (Mitte) und von Platanthera chlorantha (rechts)

- Platanthera × hybrida Brügger = Platanthera bifolia (L.) Rich. × Platanthera chlorantha (Custer ) Rchb.

## Gefährdung und Schutz
Die Grünliche Waldhyazinthe wird in der Roten Liste der Bundesrepublik Deutschland als „gefährdet“ gelistet und ist nach dem Bundesnaturschutzgesetz besonders geschützt. Als Gefährdungsursachen gelten Düngereintrag in die Böden und Verbuschung von Standorten wie Magerrasen. Schutzmaßnahmen zur Erhaltung wie Entbuschung der Wuchsorte oder Pflege lichter Waldränder können einen Beitrag zur Bestandssicherung leisten.